# Indocalamus chishuiensis
Indocalamus chishuiensis là một loài thực vật có hoa trong họ Hòa thảo. Loài này được Y.L.Yang & C.J.Hsueh mô tả khoa học đầu tiên năm 1993.